# Chingford
Chingford is een wijk in het Londense bestuurlijke gebied Waltham Forest, in de regio Groot-Londen.
De industrieel ontwerper Jonathan Ive, bekend als ontwerper van Apple Macintosh-computers en iPods van de firma Apple werd geboren in Chingford. De voetballers David Beckham en Harry Kane groeiden hier op.

## Bezienswaardigheden
Queen Elizabeth's Hunting Lodge is een in 1543 door koningin Elizabeth I van Engeland gebouwd jachthuis, thans openbaar museum. Het staat aan de rand van het bos Epping Forest, bekend van de verhalen over Dick Turpin.
Ook het onder scouts (oftewel - verouderd - padvinders) van over de gehele wereld bekende Gilwell Park bevindt zich in Chingford.

## Geboren
- Kaikhosru Shapurji Sorabji (1892-1988), componist
- Steve Hillage (1951), musicus en producer
- Paul Di'Anno (1958-2024), muzikant (Iron Maiden)
- Alan Davies (1966), acteur
- Russell Lissack (1981), leadgitarist van Bloc Party
- Oliver Fisher (1988), golfprofessional